# Mongols Motorcycle Club
Mongols Motorcycle Club, ofta kallad "Mongols nation", är en amerikansk motorcykelklubb. Den finns även i andra länder än USA, bland annat i  Mexiko, Italien, Tyskland, Australien, Norge, Finland, Spanien, Israel och Malaysia.
Klubben grundades 1969 i Los Angeles, USA  av Vietnamveteraner med latinamerikanskt ursprung, vilka hade vägrats medlemskap i Hells Angels. Klubben betraktas av amerikanska myndigheter som en kriminell motorcykelklubb. Mongols etablerade sig i Sverige i maj 2011 under namnet Mongols Scandinavia och finns bland annat i Stockholm och Hallsberg.